# 7ulzSec
7ulzsec es un grupo hacker autodenominado como grupo de piratería informática internacional y descentralizado que colaboró con Level7Crew, HlotW, Pinoy LulzSec y LulzSec.

## Historia
El grupo se atribuye varios ataques de perfil medio y alto, incluido el ataque DDoS más grande del mundo contra GitHub en 2018 ejecutado por AnonZor (Intangir), miembro del grupo. Durante 2018 ha habido actividad por parte del grupo, siendo identificado también como Lulzsecurity2018.